# David Morgan (Schwimmer)
David Morgan (* 1. Januar 1994 in Penarth, Wales) ist ein australischer Schwimmer. Er erhielt bei Olympischen Spielen eine Bronzemedaille. Bei Weltmeisterschaften erschwamm er einmal Silber auf der 50-Meter-Bahn sowie einmal Silber und dreimal Bronze auf der 25-Meter-Bahn. Hinzu kam eine Gold- und eine Silbermedaille bei Commonwealth Games.

## Karriere
David Morgan wurde in Wales als Sohn von Mandy James geboren, die 1976 für das Vereinigte Königreich an den Olympischen Spielen teilgenommen hatte. Im Alter von zehn Jahren zog David mit seiner Familie nach Australien und begann mit dem Schwimmsport. Während seiner Karriere schwamm er für den TSS Aquatic Club in Gold Coast. In seiner Freizeit war Morgan als Rettungsschwimmer tätig.
Im November 2014 siegte Morgan bei den australischen Kurzbahnmeisterschaften über 100 Meter Schmetterling. Bei den Kurzbahnweltmeisterschaften 2014 in Doha schied er über 50 und über 100 Meter Schmetterling jeweils im Halbfinale aus. 2015 bei den Weltmeisterschaften in Kasan erreichte Morgan das Halbfinale über 200 Meter Schmetterling. Zum Abschluss der Wettbewerbe gewannen Mitch Larkin, Jake Packard, Jayden Hadler und Cameron McEvoy als Lagenstaffel die Silbermedaille hinter dem US-Team. David Morgan und Kyle Chalmers erhielten für ihren Einsatz im Vorlauf ebenfalls eine Medaille.
Bei den Olympischen Spielen in Rio de Janeiro schied Morgan über 200 Meter Schmetterling als 19. der Vorläufe aus. Für das Halbfinale fehlten ihm zwei Zehntelsekunden. Über 100 Meter Schmetterling war Morgan im Halbfinale der Neuntschnellste, für die Qualifikation zum Finale fehlten ihm 0,03 Sekunden. Zum Abschluss der Schwimmwettbewerbe erreichte die Lagenstaffel mit Mitch Larkin, Jake Packard, David Morgan und Cameron McEvoy das Finale mit der viertbesten Zeit. Im Endlauf waren Larkin, Packard, Morgan und Kyle Chalmers zweieinhalb Sekunden schneller als die Vorlaufstaffel und erhielten Bronze hinter dem US-Quartett und den Briten. McEvoy erhielt für seinen Vorlaufeinsatz ebenfalls eine Bronzemedaille. Vier Monate nach den Olympischen Spielen fanden die Kurzbahnweltmeisterschaften in Windsor statt. Nachdem Morgan über 200 Meter Schmetterling als Elfter der Vorläufe ausgeschieden war, gewann er zusammen mit Brayden McCarthy, Daniel Smith und Tommaso D’Orsogna Bronze in der 4-mal-100-Meter-Freistilstaffel. Über 100 Meter Schmetterling siegte der Südafrikaner Chad Le Clos vor Tom Shields aus den Vereinigten Staaten. 0,27 Sekunden hinter Shields erkämpfte Morgan seine zweite Bronzemedaille. Auch über 50 Meter Schmetterling gewann Le Clos vor Shields und Morgan. Die 4-mal-100-Meter-Lagenstaffel mit Mitch Larkin, Tommy Sucipto, David Morgan und Tommaso D’Orsogna erreichte das Ziel als Zweite hinter der russischen Staffel.
2017 bei den Weltmeisterschaften in Budapest trat Morgan auf allen drei Schmetterlingsdistanzen an, erreichte aber kein Finale. Die australische Lagenstaffel verfehlte als Neunte der Vorläufe den Finaleinzug um 0,09 Sekunden. Im April 2018 fanden die Commonwealth Games in Gold Coast statt. Morgan wurde Achter über 50 Meter Schmetterling. Über 200 Meter Schmetterling wurde er Zweiter hinter Chad Le Clos und vor dem Schotten Duncan Scott. Über 100 Meter Schmetterling siegte ebenfalls Le Clos. Hinter dem Engländer James Guy und dem Australier Grant Irvine schlug Morgan als Vierter an. In der 4-mal-100-Meter-Lagenstaffel schwammen im Vorlauf Bradley Woodward, Matthew Wilson, David Morgan und Jack Cartwright. Im Endlauf gewannen  Mitch Larkin, Jake Packard, Grant Irvine und Kyle Chalmers den Titel mit 0,09 Sekunden Vorsprung vor dem englischen Quartett. Bei den Pan Pacific Swimming Championships 2018 in Tokio erreichte Morgan den fünften Platz über 100 Meter Schmetterling und den vierten Platz über 200 Meter Schmetterling.
Im Jahr darauf bei den Weltmeisterschaften 2019 in Gwangju schied Morgan sowohl über 100 Meter als auch über 200 Meter Schmetterling im Halbfinale aus. Bei den wegen der Covid-19-Pandemie erst 2021 ausgetragenen Olympischen Spielen in Tokio wurde Morgan in den Vorläufen über 100 Meter Schmetterling 30. mit einer halben Sekunde Rückstand auf den Halbfinaleinzug. Über 200 Meter Schmetterling fehlten Morgan als 35. der Vorläufe über vier Sekunden zum 16. Platz. Die Lagenstaffel mit Mitch Larkin, Zac Stubblety-Cook, David Morgan und Kyle Chalmers erreichte das Finale mit der sechstschnellsten Zeit. Im Endlauf schwammen Larkin, Stubblety-Cook, Matthew Temple und Chalmers auf den fünften Rang.